# Ogmund aslak Kåreson
Ogmund aslak Kåreson también Ogmund de Jæren (n. 898) fue un caudillo vikingo de Moster, reino de Hordaland. Hijo del legendario Horda-Kåre. Ogmund casó con una hija de Gyrd Haraldsson, con ese matrimonio recibió Sola como dote y se convirtió en el más poderoso caudillo de Rogaland y fue germen de la dinastía Solaætta. De ese matrimonio nació Torolv skjalg Ogmundson.